# TeleZüri
TeleZüri ist ein schweizerischer regionaler Privatfernsehsender für die Stadt und die Agglomeration Zürich. TeleZüri und Radio 24 wurden 2001 für 92 Millionen Schweizer Franken an die Tamedia AG verkauft. Im August 2011 kaufte das Aargauer Medienunternehmen AZ Medien TeleZüri und TeleBärn, im Dezember 2011 auch Radio 24.
Seit 2018 ist CH Media, ein Joint Venture der NZZ-Mediengruppe und der AZ Medien, Inhaber von TeleZüri. CH Media nahm den Betrieb am 1. Oktober 2018 auf.
Die Sendestudios befinden sich an der Thurgauerstrasse 80 im Leonardo-Gebäude in Zürich-Seebach.

## Geschichte

### Von Hasli-TV zu TeleZüri
Das erste private Lokalfernsehen Hasli-TV (LTVN – Lokalfernsehen Niederhasli) sendete ab Mai 1984 in Niederhasli und Umgebung. Die meisten Sendungen wurden wöchentlich produziert und mit Wiederholungen ausgestrahlt. Im Jahr 1998 wurde über den Sender der Konkurs eröffnet. Im Jahr 2003 ging der Lokal-TV-Sender Züri-Plus, der auf die Sendekonzession des ehemaligen Hasli-TV zurückgriff, mit Studio in Dübendorf, später Wallisellen, auf Sendung. Zwölf Jahre später (2015) gab sich der TV-Sender mit Tele Z einen neuen Namen.
Im Jahr 1985, ein Jahr nach Hasli-TV, ging das Lokalfernsehen Diessenhofen im Kanton Thurgau auf Sendung. Später folgte die Umfirmierung in Tele D. Seit 2014 ist das Programm in der Deutschschweiz in einigen Kabelnetzen zu empfangen.

### TeleZüri
TeleZüri wurde 1994 gegründet. Am 3. Oktober 1994 ging TeleZüri erstmals auf Sendung. Am Sender waren damals ausser der BELCOM Holding AG (von Roger Schawinski) auch der Ringier-Konzern und die TA-Media AG beteiligt.
Seit Beginn des Senders ist das Grundprinzip eine tägliche Nachrichtensendung gefolgt von einer Talkshow, die stündlich wiederholt werden. In den Jahren nach der Gründung kamen verschiedene Spezialformate dazu. Für die News setzte TeleZüri als erstes Schweizer Medium Videojournalisten (VJs) ein. In Personalunion übernehmen die VJs am Ort des Geschehens die Aufgaben eines Journalisten, Kameramannes und Tontechnikers. Im TV-Studio schneiden sie in der Funktion eines Editors ihre Beiträge.
Auf den 1. Januar 2012 übernahm das in Aarau domizilierte Medienhaus AZ Medien von Tamedia zusätzlich Tele M1 und TeleBärn. Unter dem Dach der AZ Medien bildete TeleZüri damit zusammen mit diesen Sendern eine Senderfamilie.
- 1994: Gründung
- 1994: Erstmals auf Sendung
- 1996: TeleZüri erreicht durchschnittlich 322'000 Zuschauer
- 2001: Roger Schawinski verkauft Anteile an TeleZüri an Tamedia
- 2012: AZ Medien übernimmt TeleZüri und TeleBärn
- 2018: TeleZüri geht mit der Gründung des Joint Ventures zwischen AZ Medien und den NZZ-Regionalmedien zu CH Media über
- 2022: Start des Newsportals ZüriToday in Zusammenarbeit mit Radio 24[12]

Die Studios von Tele Züri befanden sich zunächst im Steinfels-Areal in Zürich-West, wo auch der Lokalsender Radio 24 untergebracht war. Im März 2022 zog der TV-Sender ins Leonardo-Gebäude in Zürich-Seebach.

## Programm
Chefredaktor der TV-Senderfamilie (TeleZüri, TeleBärn, Tele M1, tvo, Tele 1) ist Oliver Steffen, Chefredaktor von TeleZüri Claude Winet.
TeleZüri produziert nebst einigen Vorabendsendungen täglich ein 45-Minuten-Programm, das von 18 bis 19 Uhr zum ersten Mal ausgestrahlt und danach stündlich wiederholt wird. Gesendet werden die ZüriNews, ZüriInfo und die präsentierten auch auf TeleBärn, Tele M1, tvo und Tele 1: montags Check up, freitags wird das Trendmagazin Lifestyle ausgestrahlt, samstags die Kochsendung SwissDinner, die im August 2010 die abgesetzte Partnervermittlungssendung SwissDate abgelöst hat. Im Anschluss folgt das Ausgehmagazin Freakish. Und sonntags werden in der Talkshow SonnTalk aktuelle Themen der Woche kontrovers diskutiert.
Die Programmstruktur ist seit dem Sendestart über Jahre nahezu unverändert. Zu den bekanntesten und am meisten verfolgten Sendungen von TeleZüri zählte die Partnervermittlungssendung SwissDate; diese, damals noch als ZüriDate bekannt, wurde erstmals 1994 ausgestrahlt und bis 2003 von Patricia Boser moderiert, ihr folgten Joël Gilgen und von 2009 bis zur Absetzung Gabriela Ursprung. Die Sendung erreichte über die Jahre hinweg nationale Bekanntheit und wurde auch ausserhalb des TeleZüri-Sendegebietes von TeleBärn, Telebasel, Tele Top, Tele Tell, Tele M1, TV Ostschweiz und Tele Südostschweiz ausgestrahlt. Insgesamt zählte SwissDate pro Sendung durchschnittlich 238'900 Zuschauer, davon entfielen 139'500 auf TeleZüri. Im März 2010 gab TeleZüri bekannt, die Sendung aufgrund der immer schwieriger werdenden Suche nach Kandidaten nach 15 Jahren auf Mitte 2010 abzusetzen.
Von Juni 2015 bis Ende 2018 lief am Donnerstagabend die Tratsch- und Klatschsendung Boser & Böser mit Patricia Boser.

### Stil
Die Berichterstattung enthält aktuelle Themen vorwiegend aus dem Kanton Zürich sowie teilweise aus umliegenden Kantonen wie Schwyz, Zug und Aargau. Bei grossen Ereignissen behandelt der Sender auch nationale oder internationale Themen. Die Beiträge werden von Videojournalisten erstellt und im boulevardesken Stil verfasst.

### Sprache
Um einen besonderen heimatlichen Bezug herzustellen, werden alle Eigenproduktionen in Schweizerdeutsch vorgetragen.

### Quoten
Der Sender erreichte 2017 in seinem Kernsendegebiet eine Tagesreichweite von 10,3 (Vj. 10,6) %. Laut Fernsehpanel von Mediapulse liegt der Marktanteil von TeleZüri in der gesamten Deutschschweiz bei 0,9 % (1. Halbjahr 2018).

### Verbreitung
Der Sender ist analog und digital über UPC Schweiz und andere Kabelnetze in der Deutschschweiz zu empfangen; Zattoo, Wilmaa, Teleboy und Blick TV verbreiten TeleZüri innerhalb der Schweiz über das Internet. Zudem ist auf der TeleZüri-Website ein Live-Stream verfügbar, und alle Sendungen können im Archiv abgerufen werden.

## Logos

1994–2001
2001–2014
Seit 2014

## Moderatoren

### Aktuelle Moderatoren

#### News
- Tina Biedermann
- Oliver Steffen – moderiert auch TalkTäglich und SonnTalk
- Roman Wasik
- Patricia Zuber – moderiert auch TalkTäglich
- Vanessa Meier – auch als VJ tätig

### Videojournalisten (VJs)
seit 2020 oder früher als VJ tätig
- Benno Kälin
- Michael Lerch
- Pascal Meister
- Oliver Spieser
- Orgetorix Kuhn
- Daniel Fernández
- Nicole Disler-Zintzsche
- René Birrer

### Bundeshauskorrespondent
- Matthias Steimer

#### Wetter
- Jeannette Eggenschwiler
- Reto Vögeli
- Cindy Garo
- Nina Desimoni-Burri

#### TalkTäglich
- Hugo Bigi – früher auch Newsmoderator
- Oliver Steffen – moderiert auch Sondersendungen und SonnTalk
- Patricia Zuber

#### Check Up
- Igor Zilincan
- Cornelia Suter – moderiert auch Money

#### Börsentrend
- Martin Spieler

#### Lifestyle
- Patricia Boser

### Ehemalige Moderatoren

#### News
- Ivana Imoli
- Diana Jörg
- Eva Wannenmacher
- David Karasek
- Daniela Lager
- Anna Maier
- Christine Schnyder
- Maria Rodriguez
- Markus Gilli
- Nico Nabholz

#### Wetter
- Peter Wick
- Lynn Grütter
- Linda Gwerder

#### TalkTäglich
- Sandro Brotz
- Roger Schawinski – ehemaliger Senderchef

#### Erwähnenswerte Mitarbeiter
- Reto Brennwald
- Urs Leuthard
- Claudio Zuccolini
- Matthias Ackeret
- Nik Niethammer
- Joël Gilgen
- Elena Bernasconi
- Ljilja Mucibabic
- Yvonne Eisenring
- Philippe Schmucki
- Andi Merki
- Fabian Fuhrer

## Sendungen

### Eigenproduktionen
- ZüriNews (Mo–So): Newssendung, in der über das Wichtigste in Region, Inland, Ausland, Sport und informiert wird, Moderation: Tina Biedermann,  Oliver Steffen, Patricia Zuber, Vanessa Meier und Roman Wasik
- ZüriInfo (Di–Fr): Ein Magazin, das Platz für Wochenserien über ein Thema, den «Zürcher des Monats» oder sonstige Kurzreportagen bietet
- ZüriWetter (Mo–So): Wettervorhersage aus der Region, Moderation: Jeannette Eggenschwiler, Reto Vögeli und Stefan Scherrer
- TalkTäglich (Mo–Do): Talksendung mit meist zwei bis drei Gästen zu jeweils aktuellen Themen, Moderation: Markus Gilli, Hugo Bigi, Oliver Steffen und Patricia Zuber
- Lifestyle (Fr): Promi-Magazin mit Patricia Boser
- SwissDinner (Sa): Kochsendung
- SonnTalk (So): Eine Gesprächsrunde mit drei Gästen (meist Politiker und Journalisten) über wichtige Themen der Woche, Moderation: Markus Gilli, Oliver Steffen
- Check Up (Mo): Gesundheitssendung mit Igor Zilincan oder Cornelia Suter
- BörsenTrend (Fr): Wirtschaftsmagazin mit Martin Spieler
- Quizzenswert (Sa): Streetgame mit Roland Kessler
- +41 - Das Schweizer Reportagemagazin
- Mis Dihei (Sa): Ein voyeuristischer Blick in die Wohnung unterschiedlicher Stadtzürcher

### Fremdproduktionen
- Spotlight (Sa): Eventmagazin mit Adela Smajic, Nico Nabholz, Sylwina
- Tierisch (Sa–So): Tiermagazin mit Silvi Herzog und Christine Honegger
- Kino (Do): Kinomagazin mit Philipp Portmann
- homegate.tv (Mo–So): Immobiliensendung mit Tim Wielandt
- Mediashop (Mo–So): Teleshopping
- Globe TV (Do–So): Reisemagazin
- Freizyt-TV: Freizeitmagazin